# Spalding (Australia)
Spalding – miasto w Australii, w stanie Australia Południowa.